# Laqueus suffusus
Laqueus suffusus är en armfotingsart som först beskrevs av Dall 1870.  Laqueus suffusus ingår i släktet Laqueus och familjen Laqueidae. Inga underarter finns listade i Catalogue of Life.